# 229 (số)
229 (hai trăm hai mươi chín) là một số tự nhiên ngay sau 228 và ngay trước 230.